# ميخائيل لارسن
ميخائيل لارسن (بالدنماركية: Michael Larsen)‏ (16 أكتوبر 1969 بالدنمارك - ) هو لاعب كرة قدم دانمركي في مركز الوسط، شارك في الألعاب الأولمبية الصيفية 1992. وشارك مع منتخب الدنمارك لكرة القدم.

## مسيرته الكروية
لعب ميخائيل لارسن خلال مسيرته الاحترافية مع ناديين في 14 موسمًا وسجل خلالها 23 هدفًا ضمن 275 مباراة. حيث فاز في موسم واحدًا بالكأس وموسم واحدًا بالدوري.
خاض ميخائيل لارسن مسيرته مع نادي بولد كلوب 1913 في عامي 1989-1991 ولمدة موسمين، مشاركًا في 34 مباراة سجل خلالها 3 أهداف. ثم انتقل إلى نادي سيلكيبورج في موسم 1991–92 ليلعب معه اثنا عشر موسمًا، حيث شارك في 241 مباراة سجل خلالها 20 هدف.

## وصلات خارجية
- ميخائيل لارسن على موقع قاعدة بيانات كرة القدم.إي يو (الإنجليزية)
- ميخائيل لارسن على موقع ناشيونال فوتبول تيمز (الإنجليزية)
- ميخائيل لارسن على موقع أوليمبيديا (الإنجليزية)